# هاکین نوشتاری
هاکین نوشتاری (به چینی:臺語白話文) گونهٔ نوشتاری زبان هاکین است. هاکین برخلاف ماندارین و کانتونی از یک سامانهٔ نوشتاری معیار واحد برخوردار نیست. در تایوان شیوهٔ معیاری برای هاکین نوشتاری توسط وزارت آموزش جمهوری چین ایجاد شده‌است و شامل فرهنگ لغت رایج مین جنوبی تایوان می‌باشد، اما انواع مختلفی از روش‌های مختلف نوشتن در هاکین محلی وجود دارد. با این وجود، آثار محلی که با هاکین نوشته شده‌است، هنوز هم در ادبیات، فیلم، هنرهای نمایشی و موسیقی دیده می‌شود.
چینی نوشتاری با گونه‌های محلی و محاوره‌ای چینی همچون هاکین برخلاف گونهٔ ادبی چینی، سازگار نیست. علاوه بر این، برخی از نویسه‌های مورد استفاده برای ماندارین (چینی نوشتاری معیار) با کلمات هاکین مطابقت ندارند و بنابراین، شمار زیادی نویسهٔ غیررسمی (替字، thòe-jī؛ «نویسهٔ جایگزین») منحصراً در هاکین نوشتاری وجود دارند. به عنوان مثال، در حدود ۲۰ تا ۲۵٪ مفاهیم هاکین تایوانی فاقد نویسه‌های چینی مناسب یا استاندارد هستند.